# تشيزلاف بياتاس
تشيزلاف بياتاس (20 مارس 1946) (بالبولندية: Czesław Piątas) هو جنرال بولندي، سبق أن ترأس الأركان العامة للجيش البولندي. وهو أحد واضعي خطة تحديث القوات المسلحة البولندية وأحد مهندسي التكامل مع هياكل الناتو.

## مسيرته
في عام 1974 أرسل بيطاس إلى موسكو، حيث انضم إلى أكاديمية كليمنت فوروشيلوف. في عام 1975 تم ترقيته إلى نقيب.
انضم إلى أكاديمية الأركان العامة للاتحاد السوفيتي. تخرج في عام 1982 وتم تعيينه في مقر المنطقة العسكرية السيليزية، وفي عام 1986 أعطيته قيادة الفرقة البولندية الرابعة الآلية. عند عودته في عام 1988، استقر بياتاس في فروتسواف، حيث أصبح رئيس العمليات ونائب قائد المنطقة العسكرية السيليزية.
في عام 1992 تم ترقيته من قبل الرئيس ليخ فاونسا إلى رتبة عميد، وفي عام 1993 عاد إلى مقر المنطقة العسكرية السيليزية، حيث استأنف منصبه السابق لرئيس العمليات ونائب القائد.
وفي 15 أغسطس 1999، قام الرئيس ألكسندر كفاشنيفسكي بترقيته إلى رتبة لواء. وفي 28 سبتمبر 2000، أصبح بياتاس رئيسا للأركان العامة وتم ترقيته إلى رتبة فريق. في 15 أغسطس 2002 تمت ترقيته إلى رتبة فريق أول التي أنشئت حديثا . وفي 25 سبتمبر 2003، أعيد تعيينه لفترة أخرى مدتها ثلاث سنوات كرئيس للأركان العامة. تقاعد من الخدمة في يناير 2006.
في يناير 2008 أصبح نائب وزير الدفاع في حكومة دونالد توسك.